# Di Zhi
Kaiser Zhì (chinesisch 帝摯, Pinyin Dì Zhì) oder kurz Zhì war ein legendärer chinesischer Kaiser. Er wurde als der älteste Sohn von Kaiser Ku und Changyi (常儀) geboren. Er regierte von 2344 v. Chr. bis 2334 v. Chr., bis er starb und sein Amt an seinen jüngeren Bruder Yao weitergab. Sein Geburtsort war Qinghua (清化, östlich des heutigen Kreises Bo’ai, der zu Jiaozuo gehört).

## Leben
Sima Qian sagt im ShiJi (den Aufzeichnungen des großen Historikers) in seinem Abschnitt über die „Annalen der fünf Kaiser“, dass Zhi schlecht regierte und starb, und sein Bruder Fang Xun, „der hochverdiente“, regierte dann unter dem Titel Di Yao.

Den Bambus-Annalen zufolge rebellierte nach dem Tod von Kaiser Zhuanxu ein Nachkomme von Shennong namens Shu Qi, wurde aber von Huangdis Nachkomme Ku (Gao Xin), dem Prinzen von Xin aus der Gaoxin-Linie, besiegt. Ku bestieg daraufhin den Thron. Im 45. Jahr ernannte Ku seinen Sohn Yao, den Prinzen von Tang (唐), zu seinem Nachfolger, doch nach dessen Tod im 63. Jahr bestieg Kus älterer Sohn Zhi stattdessen den Thron und regierte neun Jahre, bevor er abgesetzt und durch Yao ersetzt wurde.
| Vorgänger | Amt                               | Nachfolger |
| --------- | --------------------------------- | ---------- |
| Ku        | König von China 2342–2334 v. Chr. | Yào        |